# Joaneta de Sayn-Wittgenstein
Joaneta de Sayn-Wittgenstein (27 de agosto de 1632 - 28 de setembro de 1701) foi a governante do estado de Sayn-Altenkirchen de 1648 até à sua morte. Através dos seus casamentos estava também ligada às casas reais de Hesse-Darmstadt e Saxe-Eisenach.

## Herdeira
Quando o conde Guilherme III de Sayn-Wittgenstein-Sayn morreu em 1623 sem deixar herdeiros claros, o arcebispo de Colónia ocupou o condado até a sucessão ser decidida, algo que aconteceu através de um tratado em 1648, quando os territórios foram entregues a Joaneta e à sua irmã mais velha, Ernestina, netas do conde Guilherme, tendo a sua mãe, a condessa Luísa Juliana, sido nomeada regente. Contudo, pouco depois de assinado o tratado, o condado foi dividido entre as duas. A parte de Ernestina era chamada Sayn-Wittgenstein-Hachenburg (ou Sayn-Hachenburg), um título que descendeu pela linha feminina da família e pertence actualmente ao grão-duque de Luxemburgo. A parte de Joaneta era Sayn-Wittgenstein-Sayn-Altenkirchen.
A mãe das princesas manteve-se como regente de ambos os condados até 1652, altura em que Joaneta e Ernestina passaram a governar separadamente os seus respectivos territórios. Sayn-Altenkirchen foi herdado pelo duque João Guilherme de Saxe-Eisenach, filho de Joaneta, e depois pelo duque Guilherme Henrique de Saxe-Eisenach, neto da condessa. Como Guilherme Henrique morreu sem descendentes, o condado foi herdado pelo marquês Carlos de Brandenburg-Ansbach, bisneto de Joaneta.
O condado terminou quando foi incorporado por Nassau-Weilburg em 1803.
A rainha Carolina, esposa do rei Jorge II da Grã-Bretanha e neta de Joaneta, era co-herdeira deste condado, mas nunca o herdou e o seu neto, o rei Jorge III, foi compensado por ter perdido a herança.

## Casamentos
Joaneta tinha quinze anos de idade quando se casou, a 30 de setembro de 1647, com o conde João de Hesse-Braubach, filho do conde Luís V de Hesse-Darmstadt, de trinta-e-oito anos. Tudo indica que este se tratou de um casamento por conveniência, já que se tratavam da união de duas famílias protestantes e era um passo importante para quebrar a Paz de Vestfália.
Sabe-se pouco sobre a relação de João e Joaneta. Não nasceram filhos deste casamento e o conde morreu pouco mais de quatro anos depois. Uma vez que faleceu na cidade termal de Bad Sem, presume-se que a causa de morte tenha sido doença. Uma vez que Joana ficou de luto nos dez anos que se seguiram, especula-se que terá amado o seu marido.
Joana casou-se com o seu segundo marido, o duque João Jorge I de Saxe-Eisenach, a 29 de maio de 1661. Não se conhecem os motivos para esta união, mas o facto de ambos serem protestantes e a proximidade dos territórios de Saxe-Eisenach e Hesse pode ter tido influência. Também não existe muita informação sobre a personalidade de João Jorge, excepto a sua paixão por caça e o seu apoio da vida cultural da corte. O seu segundo marido morreu num acidente de caça em 1686.

## Descendência
Do seu segundo casamento, Joaneta teve os seguintes filhos:
1. Leonor Edmunda de Saxe-Eisenach (13 de abril de 1662 - 19 de setembro de 1696), casada primeiro com o marquês João Frederico de Brandemburgo-Ansbach; com descendência. Casada depois com o príncipe-eleitor João Jorge IV da Saxónia; sem descendência. Pelo seu primeiro casamento, Leonor foi mãe da princesa Carolina de Ansbach, esposa do rei Jorge II da Grã-Bretanha.
2. Frederico Augusto de Saxe-Eisenach (30 de outubro de 1663 - 19 de setembro de 1684), morreu aos vinte anos de idade, no campo de batalha.
3. João Jorge II, Duque de Saxe-Eisenach (24 de julho de 1665 - 10 de novembro de 1698), casado com a duquesa Sofia Carlota de Württemberg-Stuttgart; sem descendência.
4. João Guilherme III, Duque de Saxe-Eisenach (17 de outubro de 1666 - 14 de janeiro de 1729), casado primeiro com Amélia de Nassau-Dietz; com descendência. Casado depois com Cristina Juliana de Baden-Durlach; com descendência. Casado depois com Madalena Sibila de Saxe-Weissenfels; com descendência. Casado pela última vez com Maria Cristina de Leiningen-Heidesheim; sem descendência.
5. Maximiliano Henrique de Saxe-Eisenach (17 de outubro de 1666 - 23 de julho de 1668), gémeo de João Guilherme. Morreu aos dois anos de idade.
6. Luísa de Saxe-Eisenach (18 de abril de 1668 - 26 de junho de 1669), morreu com pouco mais de um ano de idade.
7. Frederica Isabel de Saxe-Eisenach (5 de maio de 1669 - 12 de novembro de 1730), casada com o duque João Jorge de Saxe-Weissenfels; com descendência.
8. Ernesto Gustavo de Saxe-Eisenach (28 de agosto de 1672 - 16 de novembro de 1672), morreu aos quatro meses de idade.

## Genealogia
| Joaneta de Sayn-Wittgenstein | Pai: Ernesto de Sayn-Wittgenstein-Sayn | Avô paterno: Guilherme III, Conde de Sayn-Wittgenstein-Sayn | Bisavô paterno: Luís I, Conde de Sayn-Wittgenstein                             |
| Joaneta de Sayn-Wittgenstein | Pai: Ernesto de Sayn-Wittgenstein-Sayn | Avô paterno: Guilherme III, Conde de Sayn-Wittgenstein-Sayn | Bisavó paterna: Isabel de Solms-Laubach                                        |
| Joaneta de Sayn-Wittgenstein | Pai: Ernesto de Sayn-Wittgenstein-Sayn | Avó paterna: Ana Isabel de Sayn                             | Bisavô paterno: Hermano de Sayn                                                |
| Joaneta de Sayn-Wittgenstein | Pai: Ernesto de Sayn-Wittgenstein-Sayn | Avó paterna: Ana Isabel de Sayn                             | Bisavó paterna: Isabel de Erbach                                               |
| Joaneta de Sayn-Wittgenstein | Mãe: Luísa Juliana de Erbach           | Avô materno: Jorge III, Conde de Erbach-Breuberg            | Bisavô materno: Eberardo XII, Conde de Erbach-Freienstein-Beerfelden-Jugenheim |
| Joaneta de Sayn-Wittgenstein | Mãe: Luísa Juliana de Erbach           | Avô materno: Jorge III, Conde de Erbach-Breuberg            | Bisavó materna: Margarethe von Dhaun                                           |
| Joaneta de Sayn-Wittgenstein | Mãe: Luísa Juliana de Erbach           | Avó materna: Maria de Barby-Mühlingen                       | Bisavô materno: Albeto X, Conde de Barby-Mühlingen                             |
| Joaneta de Sayn-Wittgenstein | Mãe: Luísa Juliana de Erbach           | Avó materna: Maria de Barby-Mühlingen                       | Bisavó materna: Maria de Anhalt-Zerbst                                         |